# Тааль (вулкан)
Тааль (Таал, тагал. Taal) — діючий вулкан на Філіппінах, популярний туристичний об'єкт в країні. Розташований на острові Лусон за 60 км на південь від столиці Філіппін, Маніли. Тааль — один з найменших активних вулканів Землі.

## Історія
Більш ранні виверження (близько 100—500 тис. років тому) і обвалення старого конуса вулкана сформували кальдеру, а її затоплення — озеро Тааль. В результаті подальшої вулканічної активності посеред озера утворився острів площею 23 км² — новий вулканічний конус. З 1572 року, коли іспанці почали спостереження, він вивергався понад 30 раз. У новому кратері також утворилося невелике озеро.
30 січня 1911 року сталося найсильніше в XX столітті виверження вулкана Тааль — загинули 1335 человек. За 10 хв загинуло все живе на відстані до 10 км. Хмару попелу бачили з відстані 400 км. Це було виверження «пелейського» типу, коли виверження відбувається не тільки з вершинного кратера, але і з кратерів на схилах гори. Вулкан викидав не лаву, а маси білого розжареного попелу і перегрітої пари.
У результаті виверження 1965 року загинуло близько 200 людей. Передостаннє виверження відбулося в 1977 році. Останні — у 2020 і 2022 роках.

## Виверження 2020

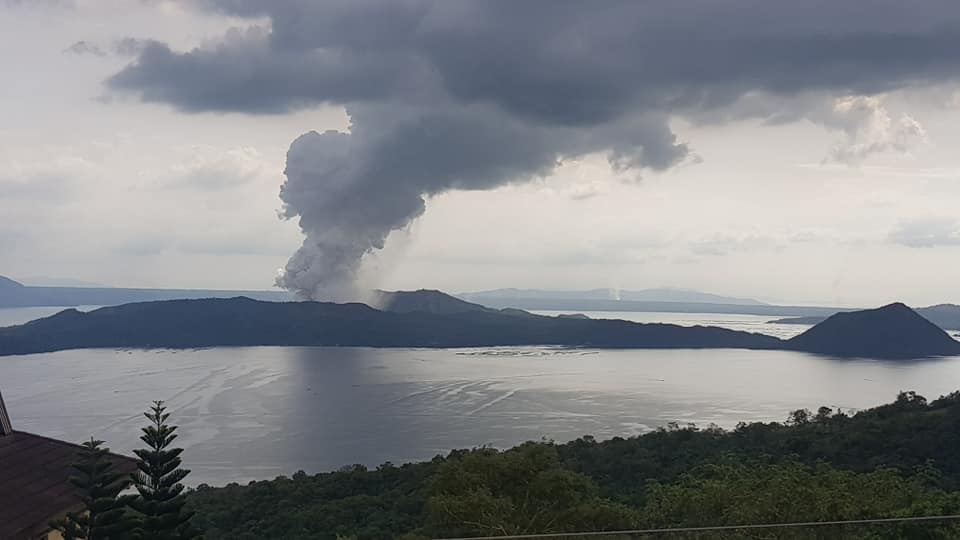
Виверження 2020 року

12 січня 2020 року вулкан випустив стовп попелу заввишки 1 кілометр. Тимчасово припинена робота міжнародного аеропорту Маніли. Виверження швидко переросло у рівень небезпеки 4. Повідомлялося про попелопади та вулканічні грози, а також проводилися примусові евакуації.  Також попередили про небезпеку можливого вулканічного цунамі . Вулкан випускав вулканічні блискавки над своїм кратером з хмарами попелу. 
13 січня 2020 року в 3:20 ранку за місцевим часом стався викид лави, 80 тисяч жителів, що знаходяться в небезпечній зоні, в радіусі 14 кілометрів були евакуйовані.

## 2022
У період з 29 по 30 січня 2022 року вулкан мав дев'ять фреатомагматичних спалахів у своєму головному кратері.
26 березня PHIVOLCS підняв рівень тривоги щодо вулкана 3 через короткочасне фреатомагматичне виверження.